# Палма Кампанија
Палма Кампанија (итал. Palma Campania) је насеље у Италији у округу Напуљ, региону Кампанија.
Према процени из 2011. у насељу је живело 12689 становника. Насеље се налази на надморској висини од 53 м.

## Становништво
| 1931. | 1936. | 1951.  | 1961.  | 1971.  | 1981.  | 1991.  | 2001.  | 2011.  |
| ----- | ----- | ------ | ------ | ------ | ------ | ------ | ------ | ------ |
| 9.229 | 9.504 | 11.050 | 12.014 | 12.563 | 12.765 | 13.405 | 14.613 | 14.905 |